# Native Land
Pour plus de détails, voir Fiche technique et Distribution.
Native Land est un film américain réalisé par Leo Hurwitz et Paul Strand, sorti en 1942.

## Synopsis
Face aux violences de la police et des milices privées au service du patronat, dans l'Amérique des années 1930, des travailleurs luttent, parfois au péril de leur vie, afin de préserver les libertés civiques.

## Fiche technique
- Titre : Native Land
- Réalisateurs : Leo Hurwitz et Paul Strand
- Scénario : Leo Hurwitz, David Wolff et Paul Strand
- Commentaire : David Wolff, dit par Paul Robeson
- Photographie : Paul Strand
- Montage : Leo Hurwitz
- Musique : Marc Blitzstein
- Production : Frontier Films
- Tournage : 1938 -1941
- Pays de production :  États-Unis
- Genre : Film dramatique et historique
- Durée : 80 min
- Date de sortie : 
  - États-Unis : 11 mai 1942
  - France : 21 octobre 1998

## Distribution
- Paul Robeson : narrateur et chanteur
- Howard da Silva
- Mary George
- Fred Johnson
- Richard Bishop
- Louis Grant
- James Hanney
- John Rennick
- Robert Strauss
- Tom Connors
- Amelia Romano
- Dolores Cornell
- Virginia Stevens

## À propos du film
Dans la notice consacrée à Native Land (Dictionnaire mondial des films, Larousse, édition de 2005, p. 543), Marcel Martin précise que :
- le film comporte des reconstitutions jouées et des séquences d'actualité ;

- la documentation s'appuie sur les révélations (1936) de la commission d'enquête sénatoriale sur la violation des droits civiques par le patronat ;

- la diffusion très restreinte du film en 1942 est imputable à « l'esprit d'union sacrée engendré par l'état de guerre ».